# Duncan McKenzie (Fußballspieler, 1950)
Duncan McKenzie (* 10. Juni 1950 in Grimsby) ist ein ehemaliger englischer Fußballspieler.

## Spielerkarriere

### Nottingham Forest
Duncan McKenzie debütierte in der Football League First Division 1969/70 für Nottingham Forest in der ersten englischen Liga. Um Spielpraxis zu sammeln wechselte er im März 1970 zum Drittligisten Mansfield Town und erzielte dort drei Treffer in zehn Ligaspielen. Nach seiner Rückkehr nach Nottingham bestritt er in der Saison 1970/71 acht Ligaspiele und erzielte zwei Treffer. Sein Durchbruch als Stammspieler gelang McKenzie (33 Spiele/7 Tore) in der First Division 1971/72. Für Forest verlief die Saison weniger erfolgreich, die Mannschaft hatte in den letzten Jahren mit Henry Newton, Joe Baker, Terry Hennessey und Ian Storey-Moore viele etablierte Spieler verloren und stieg nach 15 Jahren aus der First Division ab.
Auch in der Second Division behauptete er seinen Stammplatz, ehe er im Februar 1973 abermals auf Leihbasis zu Manfield Town wechselte. Nach seiner Rückkehr gelang ihm in der Saison 1973/74 die beste Leistung seiner Spielerlaufbahn, als er in 41 Zweitligaspielen 26 Tore erzielte und dafür ins PFA Team of the Year der Second Division gewählt wurde. Mit dieser Leistung machte McKenzie auch höherklassige Vereine auf sich aufmerksam und so verließ er im August 1974 Nottingham Forest.

### Leeds United
Sein neuer Verein war der amtierende englische Meister Leeds United, der nach dem Titel in der First Division 1973/74 seinen langjährigen Trainer Don Revie an die englische Nationalmannschaft verloren hatte. Der unter großer Aufmerksamkeit der Medien verpflichtete Nachfolger Brian Clough holte neben McKenzie mit John McGovern und John O’Hare zwei weitere Spieler um das Gesicht der Mannschaft zu verändern. Clough wurde bereits nach 44 turbulenten Tagen entlassen und durch Jimmy Armfield ersetzt. Duncan McKenzie (27 Spiele/11 Tore) kam auch unter dem neuen Trainer regelmäßig in der Saison 1974/75 zum Einsatz, belegte jedoch lediglich den neunten Platz in der Liga. Erfolgreicher spielte der Verein im Europapokal der Landesmeister 1974/75, als United nach einem Halbfinalerfolg über den FC Barcelona das Finale in Paris erreichte. Dort unterlag Leeds jedoch ohne McKenzie dem deutschen Meister FC Bayern München mit 0:2. Auch in der Football League First Division 1975/76 zeigte Duncan McKenzie mit 16 Toren in 39 Spielen seine Klasse und erreichte mit Leeds den fünften Tabellenrang.

### RSC Anderlecht und FC Everton
Im Sommer 1976 wechselte er zum belgischen Spitzenclub RSC Anderlecht, der in der Vorsaison den Titel im Europapokal der Pokalsieger 1975/76 geholt hatte. Nach nur einem halben Jahr in Belgien entschied sich McKenzie jedoch für eine Rückkehr nach England und wechselte im Dezember 1976 für £200.000 zum FC Everton. Für den Verein aus Liverpool erzielte er 5 Tore in 20 Spielen in der First Division 1976/77 und beendete die Saison auf Platz 9. Deutlich besser agierte der Verein in der Football League First Division 1977/78 mit einem dritten Tabellenplatz. McKenzies ehemaliger Verein Nottingham Forest konnte sich in dieser Spielzeit als Aufsteiger den Meistertitel sichern.

### FC Chelsea und Blackburn Rovers
Nach Beginn der Saison 1978/79 folgte ein weiterer Vereinswechsel für £165.000 zum FC Chelsea. Bereits in seinem ersten Spiel am 9. September 1978 gegen Coventry City gelang ihm beim 3:2-Sieg sein erster Treffer. Die Spielzeit sollte sich jedoch als wenig erfolgreich erweisen und bereits vor dem Abstieg von Chelsea aus der Football League First Division 1978/79 wechselte er im März 1979 zu den Blackburn Rovers. Mit den Rovers stieg er in der Saison 1979/80 aus der dritten Liga in die Second Division auf. 